# 오스틴강
오스틴강 (1990년 7월 26일 ~ )은 미국의 요리사이자 모델이다. 한국계 미국인으로, 한국 이름은 강민주이다.

## 출연 작품

### 텔레비전 프로그램
- 2016년 올리브 《마스터셰프 코리아》
- 2018년 MBC 《두니아~처음 만난 세계》
- 2018년 tvN 《아찔한 사돈연습》
- 2018년 KBS2 《해피투게더》 게스트
- 2018년 arirang 《Showbiz Korea》
- 2019년 MBC 《미스터리 음악쇼 복면가왕》 - 가왕 나 주몽 안돼? 주몽 <참가자>
- 2019년 MBN 《훈맨정음》
- 2019년 MBC 《나 혼자 산다》 게스트
- 2019년 OLIVE 《치킨로드》
- 2023년 JTBC 《한국인의 식판》
- 2024년 TV CHOSUN 《나누는 행복 희망플러스》 - 강혜연과 동반 출연